# Assassin’s Creed: Lineage
Assassin’s Creed: Lineage ist ein 2009 gedrehter Kurzfilm, der auf der Geschichte des Videospiels Assassin’s Creed II von Ubisoft beruht. Der erste Teil des Kurzfilms wurde am 26. Oktober 2009 auf YouTube veröffentlicht, zwei weitere Teile folgten am 12. November 2009 und der vollständige Film am 14. November 2009. Der Film wurde Sonderausgaben der Spiele Assassin’s Creed II und Assassin’s Creed: Brotherhood beigelegt. In den Vereinigten Staaten erschien am 15. November 2011 eine Ausgabe auf DVD und Blu-ray im normalen Handel.

## Handlung
Der Kurzfilm handelt von Giovanni Auditores Abenteuern, der Stoff bezieht sich auf die Geschlechterkämpfe während der Renaissance in Italien. Die Borgia wollen die Assassinen töten und die Weltherrschaft an sich reißen. Er beginnt mit der Ermordung von Galeazzo Maria Sforza. Darauf bekommt Giovanni den Auftrag, die Borgia und ihre Anhänger zu töten, doch in einem Kampf wird er von Rodrigo Borgia, durch einen Messerwurf verletzt und seitdem gejagt.